# Boteti
De Boteti is een rivier in Botswana. Het is een endoreïsche rivier en de langste mondingsrivier van de Okavango.

## Loop van de rivier
De Boteti wordt gevoed door de Okavango, die bij Maun samenvloeit met de Thamalakane, en door de Nhabe, die uit het westen komt en ook door de Okavango wordt gevoed. Op oudere kaarten wordt de Nhabe ook wel de Boteti of Botletle genoemd. De Boteti stroomt door de subdistricten Ngamiland en Boteti, aanvankelijk in zuidoostelijke richting, later ruwweg oostwaarts. Het vormt de westelijke grens van het Makgadikgadi Pans National Park.
Soms stroomt de Boteti ook in de Ntwetwe Pan, waarin de Nata bij hoge waterstanden ook afwatert. Nadat de lagere delen van de Boteti naar de Mopipi Dam zijn geleid, ontvangt de Ntwetwe Pan nog maar heel zelden water uit de Boteti. Het water van de Mopipi Dam is belangrijk voor de exploitatie van 's werelds grootste diamantmijn in Orapa.

## Afvoer
Het afvoergedrag van de Boteti wijkt af van dat van de meeste rivieren in de regio. Tijdens het regenseizoen ontstaat er een vloedgolf in de bovenloop van de Okavango, die met een vertraging van enkele maanden de Boteti bereikt. Meestal stroomt het water rond juni/juli de Makgadikgadizoutvlaktes in. Door de vertraging van het water in de Okavangodelta en de bufferende werking, is de uitstroom vertraagd en gelijkmatiger. Hierdoor vindt de “piekafvoer” niet plaats in het regenseizoen in januari, maar in het midden van het droge seizoen.

## Ecologie
Talloze dieren in het gebied zijn afhankelijk van het water van de Boteti, omdat er rondom een droog seizoen is. Het gebied is de thuisbasis van de grootste migratie van zebra's en gnoes in zuidelijk Afrika. In de zomer brengen ze het regenseizoen door in de Makgadikgadizoutvlaktes en in de herfst trekken ze naar de Boteti. In het begin van de jaren 1960 werd langs delen van de Boteti een veterinair hek opgericht om huisdieren te beschermen tegen mond- en klauwzeer, waardoor veel wilde dieren van het water werden afgesneden.
Tot ongeveer 1980 kon er graan worden verbouwd onder Sukwane. Door de omleiding en kanalisatie van de rivier onder Rakops en de daarmee gepaard gaande hogere stroomsnelheid, moest de teelt worden gestaakt. In 1993 viel de Boteti grotendeels droog. Pas in 2008, na een uitgebreid regenseizoen, kwam de Boteti weer onder water te staan.